# 福井信用金庫
福井信用金庫（ふくいしんようきんこ、英語：Fukui Shinkin Bank）は、福井県福井市に本店を置く信用金庫である。愛称はふくしん。福井市のほかあわら市から越前市、池田町にかけての福井県北部に店舗を展開している。

## 概要
2016年2月15日、旧経営陣による乱脈融資が発覚して経営不振に陥っていた武生信用金庫を救済合併。日本海側に所在する信金としては最大手となった。全国の信用金庫で初めて当座預金を扱う支店の平日休業を行うなど、人材の有効活用や店舗運営の効率化に力をいれている。 

## 沿革
- 1930年（昭和5年）8月15日 - 設立。
- 1951年（昭和26年） - 信用金庫に転換、福井信用金庫に改組する。
- 2001年（平成13年）4月16日 - 鯖江信用金庫ならびに福井中央信用金庫（坂井郡三国町、現：坂井市）と合併する。
- 2016年（平成28年）2月4日 - 武生信用金庫との合併が認可される[8]。
- 2016年（平成28年）2月15日 - 武生信用金庫を救済合併[3]。
- 2019年（令和元年）10月 - 小浜信用金庫と一部システムを共有化[9]

## 店舗

### 本店・営業部
本店
- 福井県福井市田原二丁目3番1号

営業部
- 丸岡営業部：福井県坂井市丸岡町10字15番地
- 三国営業部：福井県坂井市三国町南本町三丁目5番35号
- 鯖江営業部：福井県鯖江市横江町二丁目1番7号
- 武生営業部：福井県越前市京町一丁目5番7号

### 店舗網
2025年3月時点。現在の店舗については、公式サイトの店舗・ATMのご案内を参照。営業区域は福井県全域となっているが、店舗は福井市周辺を含む嶺北北部の一部に限られている。
福井市
- 支店：16店（本店営業部を含む）

福井市を除く嶺北北部
- 坂井市：5店（丸岡営業部・三国営業部を含む）
- あわら市：1店
- 吉田郡永平寺町：1店

嶺北南部
- 鯖江市：5店（鯖江営業部を含む）
- 越前市：4店（武生営業部を含む）
- 丹生郡越前町：2店
- 今立郡池田町：1店

## ATMについて[10]

### 北陸3県信金との提携
ATMでは、北陸地方3県（福井県と石川県、富山県）内に本店を置く信用金庫（しんきん北陸トライアングルネットワークATMサービス）のカードに限ってATM利用時間内に関わらず入出金手数料が終日無料で利用できる。
また北陸三県以外の都道府県の信用金庫（しんきんATMゼロネットサービス）のカードでも平日 8:45 - 18:00の入出金・土曜 9:00 - 14:00の出金に限り手数料が無料で利用できる。

### 県内他金融機関も含めた提携（福井ふるさとネットサービス）
2007年（平成19年）4月27日、福井銀行、福邦銀行と県内4信用金庫（福井、越前、敦賀、小浜）が、同年10月をめどにして7金融機関のキャッシュカードを持つ顧客が7金融機関が設置しているCD・ATMで、残高照会と現金引出が手数料完全無料（時間外手数料・提携手数料が無料）にする方針であることを発表し、10月1日より実施した。また後に福井県JAバンクも加入している。
上記の福井信金、敦賀信金、小浜信金、越前信金は2020年11月には国際連合持続可能な開発目標（SDGs）推進で、福井県信用金庫協会、東京海上日動火災保険を含めた包括的連携協定を結んでいる。

### セブン銀行との共同ATM
当信用金庫の店舗外ATMのうち、10箇所はセブン銀行との共同ATMである。入出金手数料が終日無料で利用できる。

## 不正融資問題
旧武生信用金庫に絡む不正融資問題で、知らない間に信金に関係する人物が3億8千万円の保証人になっていたという事実が発覚した。文書等の偽造と見られている。